# 季節を抱きしめて
『季節を抱きしめて』（きせつをだきしめて、英題：In the season of the cherry blossoms）は、1998年7月23日にソニー・コンピュータエンタテインメントより発売されたPlayStation用アドベンチャーゲーム。
『やるドラ』シリーズの第2作目。企画・原作・アニメーション制作はProduction I.G。
ゲーム中の季節は「春」。象徴する花は「サクラ」。ストーリーは恋愛要素が強い。
キッシー嵐山によると「デモ画面や作品全体に漂う雰囲気は原田知世主演の時をかける少女を連想したんです。」との事。
仮題は『フォーシーズンズメモリー 春 〜サクラサク〜』であった。

## ストーリー
季節は春。山間の地方都市に住み、一年間の浪人生活の後大学に入学した主人公は、大学構内の通称「悲恋桜」の下で倒れている、記憶喪失の女の子を見つける。以前思いを寄せていた女性に瓜二つであったその女の子に惹かれた主人公は、彼女の記憶を取り戻す手伝いをしようとする。

## 登場人物
主人公
声 - なし
名前設定不可。あまり冴えない大学一年生。事情があり少し暗い性格。叔父が編集長を務めるフリーペーパーのタウン誌で、星占いのページを執筆するアルバイトをしている。
麻由に惹かれていくが、トモコとの板ばさみに苦しむことになる。
麻由（まゆ）
声 - 今井由香
本作のヒロイン。悲恋桜と呼ばれる大きな桜の木の下に倒れていた少女で、外見は女子高生。なにかのショックで若干記憶が混乱しており、自分の名前、どこから来たのかなどを忘れてしまっている。名前がないのは困るので、偶然にも「麻由」と名乗っている。身元に関する唯一の手がかりは、麻由の着ている制服。
主人公がかつて思いを伝えられずに交通事故で他界した少女「桜井麻由」に瓜二つ。記憶喪失と思えないほど、明るくて天真爛漫。
「桜の精編」でのみ、主人公の同級生・桜井麻由と同一人物であることをストーリー終盤で告げる。桜の樹の呪縛を解き、妹を救うよう主人公に依頼する。
桜井 麻由（さくらい まゆ）
声 - 今井由香
故人。主人公の高校時代の同級生で、主人公の片思いの相手。
高校3年生の冬、主人公が告白しようと呼び出した帰り道に交通事故で死亡し、主人公の心に深い傷を残す。高校卒業後は東京の大学へ進学する予定であった。
国立 トモコ（くにたち トモコ）
声 - 三石琴乃
主人公とは予備校からの付き合いで、大学の同級生。予備校時代には、いつも他界した桜井麻由のことを考えてふさぎ込んでいた主人公を励ましたのをきっかけに、主人公に対して好意を抱くようになった。スタイル抜群で、さっぱりとした性格で、言い寄ってくる男性も数知れないが、本人は一途であり主人公のみを想い続けている。主人公を彼氏と認めており、積極的にデートに誘ったりもしている。麻由が死んだ事で失意のどん底に居た主人公を立ち直らせたが、はっきりしない主人公にどっちつかずの関係を保たれている。麻由に惹かれる主人公に苛立つ。
綺麗なお姉さん
声 - 島津冴子
主人公の下宿の下の階に住んでいるセクシーな女性。秘密の過去を持っているらしい。本名は明かされていない。
「お姉さん編」にて特定のルートをたどると、過去に付き合っていた彼を交通事故で亡くしたことを明かす。
編集長
声 - 有本欽隆
主人公の叔父で、タウン誌の編集長。だらしのない性格で、酒好き。龍の刺繍が入り、その周りを天使が飛んでいるデザインの悪趣味な財布を持っている。本人曰く「ハイソな芸術観が分からんのか」とのこと。また、写真集ではたくましい裸体を披露している。
桜井 麻美（さくらい まみ）
声 - 今井由香
桜井麻由の2歳年下の妹。「桜の精編」にのみ登場。
姉の同級生であった主人公に想いを寄せていた。姉の死後、家族と共に海外に引っ越していたが、主人公の大学へ受験の下見に来た際に、交通事故により意識不明となる。

## エンディング
本作には全27種類のエンディングが存在する。

### Good End
| No. | サブタイトル   | 内容 |
| --- | -------------- | ---- |
| 1   | 麻由編         |      |
| 2   | 桜の精編       |      |
| 3   | トモコ編       |      |
| 4   | お姉さん編     |      |
| 5   | ベリーグッド！ |      |

### Normal End
| No. | サブタイトル     | 内容 |
| --- | ---------------- | ---- |
| 1   | トモコ雨の中編   |      |
| 2   | 麻由の妹は？編   |      |
| 3   | 麻由はどこへ？編 |      |
| 4   | ボクの春編       |      |

### Bad End
| No. | サブタイトル             | 内容                                                                                                   |
| --- | ------------------------ | --- |
| 1   | 春の日の妄想編           | トモコへのエッチな妄想を膨らませながら歩いていると、木に頭をぶつけて、意識が遠のいて、死亡する。       |
| 2   | いやらしいボク編         | 麻由にエッチなことを言ったので、殴られたが、打ち所が悪く、主人公が記憶喪失になる。                     |
| 3   | 男の浪漫編               | お姉さんの働いている匹季に行って、お姉さんの魅力に惹かれてしまい、麻由とトモコを捨てたので、殴られる。 |
| 4   | 怖いおじさん編           | 主人公がお姉さんとキスをしようとすると、怖いおじさんが突然現れて、連れて行かれる。                     |
| 5   | 幻の写真集を見た編       | 幻の写真集に載っていた編集長の水着姿を見てしまい、主人公が気絶する。                                   |
| 6   | 不安な春編その1          | トモコとキスをしないでいきなり麻由に近づいたため、どっちつかずの終わり方になってしまう。               |
| 7   | 不安な春編その2          | 悲恋桜の花びらを持っていないため、話が進まない。                                                       |
| 8   | 桜伝説編その1            | |
| 9   | 桜伝説編その2            | |
| 10  | 桜伝説編その3            | |
| 11  | もうボクは若くない編     | |
| 12  | トモコ三連発編           | |
| 13  | そして誰も来なかった編   | |
| 14  | ちぎられたキーホルダー編 | |
| 15  | そしてボクは一人編       | |
| 16  | トモコ去る編             | |
| 17  | 一撃必殺拳編             | |
| 18  | 春の日の反省編           | |

## 主題歌
エンディングテーマ「季節を抱きしめて」
歌：大藤史 / 作詞：大藤史・沢村淳子 / 作曲：大藤史 / 編曲：Thousand sketcheS

## 移植版
| タイトル                              | 発売日        | 対応機種             | 開発元         | 発売元                                 | メディア                              | 型式              | 備考                           |
| ------------------------------------- | ------------- | -------------------- | -------------- | -------------------------------------- | ------------------------------------- | ----------------- | ------------------------------ |
| 季節を抱きしめて PlayStation the Best | 2001年8月16日 | PlayStation          | Production I.G | ソニー・コンピュータエンタテインメント | CD-ROM2枚組                           | SCPS-91240〜91241 | 廉価版。                       |
| やるドラ ポータブル 季節を抱きしめて  | 2005年7月28日 | PlayStation Portable | ウィル         | ソニー・コンピュータエンタテインメント | UMD                                   | UCJS-10013        | PlayStation版の移植。          |
| 擁抱季節                              | 2005年11月8日 | PlayStation Portable | ウィル         | ソニー・コンピュータエンタテインメント | UMD                                   | UCAS-40033        | PlayStation Portable版の翻訳。 |
| やるドラ ポータブル 季節を抱きしめて  | 2009年9月24日 | PlayStation Portable | ウィル         | ソニー・コンピュータエンタテインメント | ダウンロード販売（PlayStation Store） | -                 | PlayStation版の移植。          |

### PlayStation Portable版
- ワイドスクリーンに対応[20]。
- 高解像度フォントを採用[20]。
- 設定画の追加などでCGギャラリーを増強[20]。
- クリアしたエンディングを振り返ることができるリプレイ機能を追加[20]。
- 『やるドラ』シリーズ3作品（『ダブルキャスト』、『サンパギータ』、『雪割りの花』）の体験版を搭載[20]。

## スタッフ
- 企画・原作：Production I.G
- アニメーション監督・絵コンテ・演出：西久保瑞穂
- 脚本：山下久仁明、藤咲淳一、西久保瑞穂
- キャラクターデザイン・作画監督補：樋口香里
- 作画監督：海谷敏久
- グラフィックデザイン・シナリオスクリプト：藤咲淳一
- BGM作曲：石田勝範、藤木和人
- オーディオ・演出：田中英行
- ゲームディレクター：藤咲淳一
- ディレクター：池内伸彰
- ゲーム総監修：東郷光宏
- エグゼクティブプロデューサー：石川光久、山元哲治
- 製作総指揮：佐藤明
- 制作：シュガーアンドロケッツ、Production I.G
- 製作・著作：ソニー・コンピュータエンタテインメント

## 反響
| No. | 販売順位 | 販売本数 | 累計販売本数 | 集計期間                | 出典   |
| --- | -------- | -------- | ------------ | ----------------------- | ------ |
| 1   | 3位      | 89,981本 | 89,981本     | 1998年7月20日 - 7月27日 | No.506 |
| 2   | 11位     | 27,328本 | 117,309本    | 1998年7月28日 - 8月03日 | No.507 |
| 3   | 16位     | 31,782本 | 149,090本    | 1998年8月03日 - 8月16日 | No.508 |
| 4   | 18位     | 10,062本 | 159,152本    | 1998年8月17日 - 8月23日 | No.509 |
| 5   | 27位     | 7,613本  | 166,765本    | 1998年8月24日 - 8月30日 | No.510 |
| 6   | 27位     | 5,140本  | 171,905本    | 1998年8月31日 - 9月6日  | No.511 |
| 7   | 29位     | 3,959本  | 175,865本    | 1998年9月7日 - 9月13日  | No.512 |

PS版の初動（発売週の売上）は約9万本に達し、週間ランキングで3位となった（「アスキー」発表：89,981本）。また、PS版の年間販売本数は191,898本であり、1998年の年間売り上げの69位にランクインした。
『週刊ファミ通』のクロスレビューでは、32点と採点され、32点から34点のソフトが対象となる「ゴールド殿堂」入りとなった。

## 関連商品

### 書籍
| タイトル                                                                    | 発売日        | 発行日        | 発売元                                 | 発行元                                 | ISBN          | 備考                                                             |
| --------------------------------------------------------------------------- | ------------- | ------------- | -------------------------------------- | -------------------------------------- | ------------- | ---------------------------------------------------------------- |
| オフィシャル やるドラファンブック 季節を抱きしめて CD-ROMスペシャルデータ集 | 1998年7月23日 |               | ソニー・コンピュータエンタテインメント | ソニー・コンピュータエンタテインメント | -             | 本編シナリオと設定資料集およびCD-ROM。CD-ROMの品番：SCZS-94102。 |
| 「やるドラ」攻略シリーズ 季節を抱きしめて 公式ガイド                        | 1998年8月10日 |               | ソフトバンク 出版事業部                | ソフトバンク 出版事業部                | 4-7973-0679-3 | 攻略本。                                                         |
| 季節を抱きしめて オフィシャルガイドブック                                   | 1998年8月7日  |               | アスペクト                             | アスキー                               | 4-7572-0167-2 | 攻略本。                                                         |
| やるドラシリーズ 公式ディレクターズガイド ダブルキャスト&季節を抱きしめて   | 1998年8月7日  |               | 集英社                                 | 集英社                                 | 4-08-108084-4 | 攻略本。                                                         |
| やるドラ公式設定BOX                                                         | 1999年4月20日 | 1999年4月30日 | マンガパック                           | Production I.G                         | -             | PlayStationで発売された4作品の設定資料集。                       |
| 季節を抱きしめて アンソロジーコミック                                       | 1999年6月25日 |               | ソフトバンクパブリッシング             | ソフトバンクパブリッシング             | 4-7973-0954-7 | アンソロジーコミック。                                           |

### CD
| タイトル                                         | 発売日         | 発売元                  | 品番      | 備考                                                                                      |
| ------------------------------------------------ | -------------- | ----------------------- | --------- | ----------------------------------------------------------------------------------------- |
| 季節を抱きしめて                                 | 1998年8月21日  | SPE・ビジュアルワークス | SVWD-9006 | シングルCD。                                                                              |
| 「季節を抱きしめて」オリジナル・サウンドトラック | 1998年11月21日 | SPE・ビジュアルワークス | SVWC-7007 | アルバムCD。                                                                              |
| 「季節を抱きしめて」ザ・ドラマCD                 | 1999年1月21日  | SPE・ビジュアルワークス | SVWC-7017 | ドラマCD。                                                                                |
| 季節を抱きしめて コレクターズディスク            | 1999年4月29日  | Production I.G          | IGPC-0002 | Windows 95/98専用アクセサリー集CD-ROM。スクリーンセーバー用の修正パッチが配布されていた。 |

### その他の商品
| タイトル                               | 発売日 | 発売元       | 備考 |
| -------------------------------------- | ------ | ------------ | --- |
| 季節を抱きしめて 本線用台本            | -      | -            | アフレコ用台本。ゲーム開始からGood End 01「麻由編」までが収録されている。本製品の予約特典。 |
| TRADING COLLECTION「季節を抱きしめて」 | 1999年 | 天田印刷加工 | トレーディングカード。全114種類のカードが存在する（ノーマルカード：90種類、ホロスコープカード：12種類、ベストショットカード：9種類、ホロスコープカード蛇遣い座：1種類、ジュエリーカード：2種類）。 |